# Öviken
Öviken är en sjö i Umeå kommun i Västerbotten och ingår i Öreälvens huvudavrinningsområde.